# Jorgjia Truja
Jorgjia Filçe Truja (ur. 20 stycznia 1907 w Korczy, zm. 22 czerwca 1995 w Tiranie) – albańska śpiewaczka operowa (sopran liryczny). 

## Życiorys
Po ukończeniu szkoły greckiej w rodzinnej miejscowości rozpoczęła studia wokalne w konserwatorium im. św. Cecylii w Rzymie. W 1932 powróciła do kraju, gdzie wystąpiła na kilku koncertach prezentując ludowe pieśni albańskie. W tym samym roku podjęła pracę nauczycielki muzyki w szkole dla dziewcząt im. Naima Frasheriego, a następnie w Instytucie Żeńskim (alb. Instituti Femeror) w Tiranie. W 1946 należała do grona założycieli średniej szkoły artystycznej Jordan Misja, w tym czasie występowała na scenie Teatru Ludowego.
Pracę w szkole kontynuowała nieprzerwanie do 1952, kiedy powstała Filharmonia Albańska, a Truja została jedną z pierwszych solistek zespołu. Zadebiutowała rolą tytułową w operze Rusałka A. Dargomyżskiego. W 1960 wyjechała na studia specjalistyczne w zakresie reżyserii operowej do Moskwy, gdzie kształciła się w Teatrze Stanisławskiego. Po powrocie do kraju należała do grona osób tworzących Konserwatorium Państwowe w Tiranie.
Od 1961 jednocześnie występowała na scenie i reżyserowała spektakle operowe. W repertuarze koncertowym miała oprócz pieśni albańskich także serenady Franza Schuberta. Pod koniec życia zaangażowała się w działalność ruchu kobiecego i jako przedstawicielka albańskich artystek wyjeżdżała do Paryża i Helsinek.
Była mężatką, miała córkę Takuinę. Jej imię nosi festiwal dla młodych śpiewaków odbywający się w Tiranie, a także jedna z ulic w tym mieście.

## Ważniejsze role
- 1953: Rusałka jako Natasza
- 1954: Iwan Susanin jako Antonida
- 1956: La Traviata jako Violetta Valery